# Hermann Wraschtil
Hermann Wraschtil (15 luglio 1879 – 9 novembre 1950) è stato un mezzofondista e siepista austriaco.
Partecipò alle gare dei 1500 metri piani e dei 2500 metri siepi durante le Olimpiadi 1900 di Parigi. In entrambe le gare non ottenne medaglie.
Wraschtil fu presidente dell'OLV, l'associazione di atletica leggera austriaca dal 1920 al 1938 e dal 1945 al 1950. In seguito, fu anche presidente del Vienna Cricket and Football-Club.